# Maria Edgeworth
Maria Edgeworth (Black Bourton, 1º gennaio 1767 – Edgeworthstown, 22 maggio 1849) è stata una scrittrice britannica di origine irlandese.

## Biografia
Maria Edgeworth è nata a Black Bourton in Oxfordshire, secondogenita di Richard Lovell Edgeworth e Anna Maria Edgeworth nata Elers e quindi una zia di Francis Ysidro Edgeworth. In seguito al secondo matrimonio del padre nel 1773, andò con lui in Irlanda, dove andò a sistemarsi nella sua tenuta, Edgeworthstown, nella contea di Longford. Lì, intrecciò conoscenze con la nobiltà anglo-irlandese, in particolare Kitty Pakenham (in seguito moglie di Arthur Wellesley, I duca di Wellington), Lady Moira, e sua zia Margaret Ruston.
Agì come amministratrice delle tenute del padre, esperienza che fu poi alla base dei suoi romanzi ambientati in Irlanda. I primi sforzi letterari furono melodrammatici piuttosto che realistici. Il suo primo lavoro pubblicato è stato Letters for Literary Ladies nel 1795, seguito nel 1796 dal suo primo libro per bambini, The Parent's Assistant (che comprendeva la storia The Purple Jar), e nel 1800 dal suo primo romanzo, Castle Rackrent.
Nel 1802 la famiglia Edgeworth viaggiò all'estero, prima a Bruxelles e poi in Francia (durante la pace di Amiens, la breve pausa tra le Guerre napoleoniche). Maria ricevette una proposta di matrimonio dal conte svedese Abraham Edelcrantz. Una sua lettera a proposito sembra molto distaccata, ma secondo la matrigna Maria lo amava molto e le occorse tempo prima di dimenticarlo. La famiglia ritornò in Irlanda nel 1803, alla vigilia della ripresa delle guerre e Maria tornò a dedicarsi alla scrittura.
Il padre, un noto autore e inventore, incoraggiò la carriera di sua figlia, ed è stato criticato per la sua insistenza nel supervisionare e modificare il suo lavoro. I racconti di The Parent's Assistant vennero approvati dal padre e poi letti ai suoi figli più piccoli.
In occasione di una visita a Londra nel 1813 Maria incontrò Lord Byron e Humphry Davy. Entrò in una lunga corrispondenza con Sir Walter Scott dopo la pubblicazione di Waverley nel 1814 e visitò la sua dimora di Abbotsford House in Scozia. Fu una scrittrice attiva fino all'ultimo, e si impegnò strenuamente per il sollievo dei contadini durante la Grande carestia irlandese (1845 - 1849). Morì a Edgeworthstown nel 1849.

## Opere

### Romanzi
- Castle Rackrent (1800)
  -  Il castello Rackrent, traduzione di Pietro Meneghelli, Le porte, Roma, Fazi, 1999.
- Belinda (1801)
- The Modern Griselda (1804)
  -  La moderna Griselda: Storie di vita alla moda, traduzione di Veruska Sebastianelli, Independently published, 2021.
- Leonora (1806)
- Tales of Fashionable Life (1809)
- Ennui (1809)
- The Absentee (1812)
- Patronage (1814)
- Harrington (1817)
  -  Carla De Petris (a cura di), Harrington, traduzione di Raffaella Leproni, Livorno, Salomone Belforte, 2012, ISBN 978-88-746-7068-0.
- Ormond (1817)
- Tomorrow (1823)
- Helen (1834)
- Orlandino (1848)

### Altre opere
- Letters for Literary Ladies (1795)
  -  Se nasce femmina..., traduzione di Chiara Vatteroni, Tranchida, 1999, ISBN 978-88-800-3207-6.
- The Parent's Assistant (1796)
  - I racconti L'ampolla viola (The Purple Jar) e I piccoli mercanti (The Little Merchants) sono stati tradotti in italiano in Due racconti a cura di Raffaella Leproni, Roma, Edizioni Kappa, 2009. Gli altri racconti sono inediti in Italia.
- Practical Education (1798)
- Early Lessons (1801)

- Moral Tales (1801)

- The Mental Thermometer (1801)
- Essay on Irish Bulls (1802)
- Popular Tales (1804)
- Moral Tales for Young People (1805)
- Essays in Professional Education (1809)
- Comic Dramas (1817)
- Memoirs of Richard Lovell Edgeworth (1820)
- Rosamond: A Sequel to Early Lessons (1821)
- Frank: A Sequel to Frank in Early Lessons (1822)